# La Penne-sur-l’Ouvèze
La Penne-sur-l’Ouvèze (okzitanisch La Pena) ist ein Ort und eine französische Gemeinde mit 89 Einwohnern (Stand 1. Januar 2022) im Département Drôme in der Region Auvergne-Rhône-Alpes (vor 2016 Rhône-Alpes). Sie gehört zum Arrondissement Nyons und zum Kanton Nyons et Baronnies. Die Einwohner werden Pennoisgenannt.

## Lage
La Penne-sur-l’Ouvèze liegt etwa 47 Kilometer nordöstlich von Avignon an der Ouvèze.  Umgeben wird La Penne-sur-l’Ouvèze von den Nachbargemeinden Propiac im Nordwesten und Norden, Buis-les-Baronnies im Nordosten und Osten, Saint-Léger-du-Ventoux im Südosten, Mollans-sur-Ouvèze im Süden und Westen sowie Pierrelongue im Westen.

## Bevölkerungsentwicklung
| Jahr                       | 1962 | 1968 | 1975 | 1982 | 1990 | 1999 | 2006 | 2019 |
| -------------------------- | ---- | ---- | ---- | ---- | ---- | ---- | ---- | ---- |
| Einwohner                  | 41   | 45   | 54   | 80   | 78   | 88   | 94   | 95   |
| Quellen: Cassini und INSEE |      |      |      |      |      |      |      |      |

## Sehenswürdigkeiten
- Kapelle Notre-Dame-des-Aspirants aus dem 12. Jahrhundert, seit 1983 Monument historique

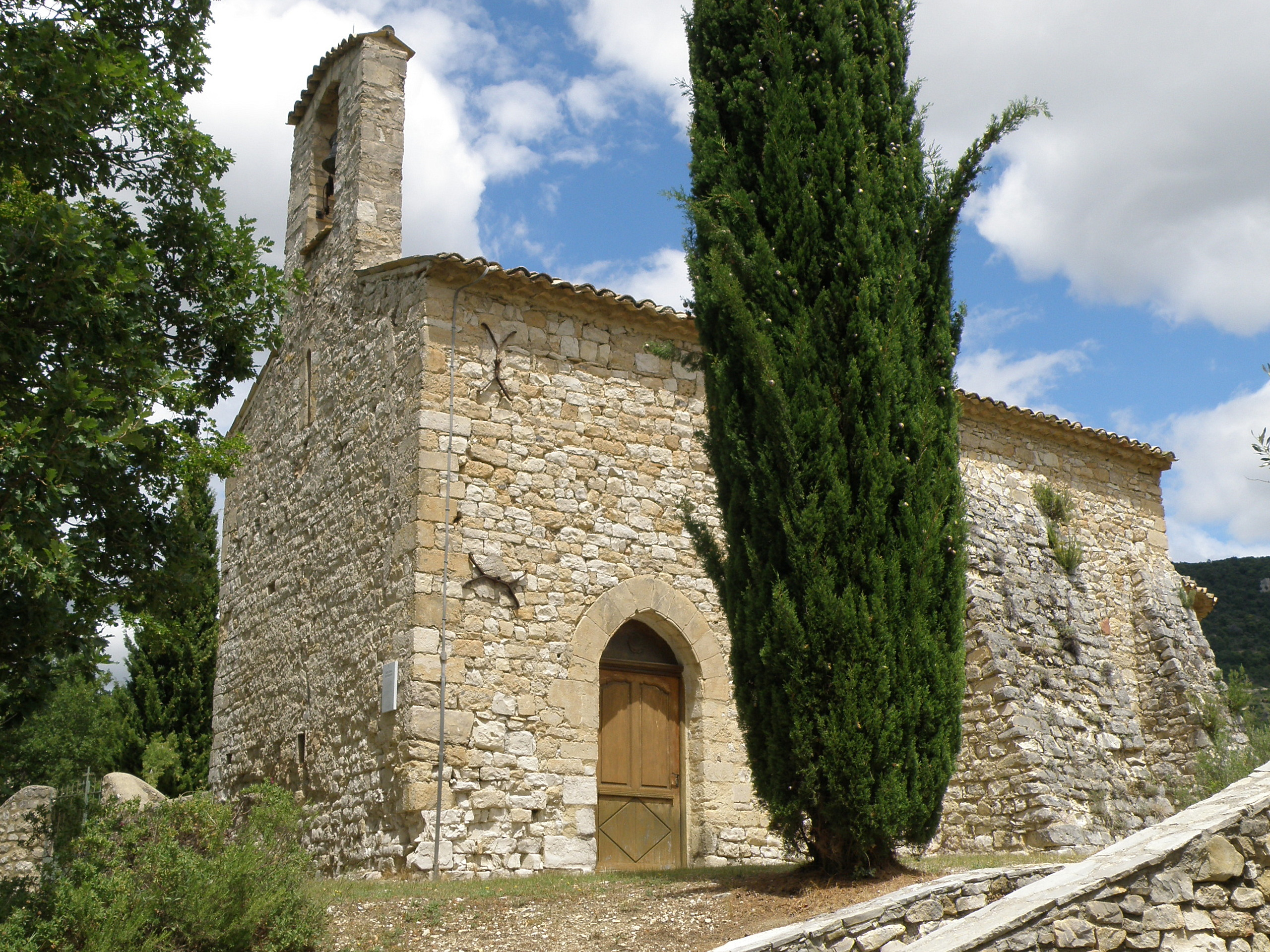
Kapelle Notre-Dame-des-Aspirants